# كأس الكؤوس الإفريقية 1975
كأس الكؤوس الأفريقية 1975 هو الموسم 1 من كأس الكؤوس الأفريقية. أشرف على تنظيمه الاتحاد الأفريقي لكرة القدم، وكان عدد الأندية المشاركة فيه 15، وفاز فيه تونير ياوندي.